# Ṱ
La T con acento circunflejo suscrito (Mayúscula: Ṱ minúscula: ṱ), es una letra adicional del alfabeto latino utilizada como grafema en la escritura de herero y venda. Esta es la letra T diacrítica con acento circunflejo suscrito.

## Uso
En venda ‹ṱ› representa una oclusiva dental sorda /t̪/.

## Codificación
La T con circunflejo suscrito se puede representar con los siguientes caracteres Unicode:
| Carácter      | Ṱ                                            | Ṱ                                            | ṱ                                          | ṱ                                          |
| ------------- | -------------------------------------------- | -------------------------------------------- | ------------------------------------------ | ------------------------------------------ |
| Unicode       | LATIN CAPITAL LETTER T WITH CIRCUMFLEX BELOW | LATIN CAPITAL LETTER T WITH CIRCUMFLEX BELOW | LATIN SMALL LETTER T WITH CIRCUMFLEX BELOW | LATIN SMALL LETTER T WITH CIRCUMFLEX BELOW |
| Codificación  | decimal                                      | hex                                          | decimal                                    | hex                                        |
| Unicode       | 7792                                         | U+1E70                                       | 7793                                       | U+1E71                                     |
| UTF-8         | 225 185 176                                  | E1 B9 B0                                     | 225 185 177                                | E1 B9 B1                                   |
| Ref. numérica | &#7792;                                      | &#x1E70;                                     | &#7793;                                    | &#x1E71;                                   |